# Protopterus annectens
Espèce
Statut de conservation UICN

 LC  : Préoccupation mineure
Protopterus annectens est une espèce de poissons osseux dipneuste africain.
L'étude de ce poisson capable d'estivation, et proche des premiers vertébrés à avoir pu respirer dans l'air a notamment permis de mettre en avant le phénomène de marche, ayant conduit à la conquête de la terre ferme par les premiers poissons munis de poumons : Protopterus annectens prend ainsi appui sur le substrat pour se déplacer, en activant soit simultanément, soit de manière alternative ses nageoires, voire en sautant.

## Taille
Ce dipneuste africain adulte mesure au maximum 1 mètre de long.

## Études
Des chercheurs danois ont récemment étudié cette espèce en raison de ses poumons qui lui permettent de respirer dans l'air, assez proches de ceux des premiers vertébrés terrestres, et parce que — comme les premiers animaux capables de marcher sur la terre — il n'a pas d'oreille moyenne.
Un dispositif expérimental a montré que via ses poumons, ce dipneuste perçoit des ondes de pression dans les fréquences supérieures à 200 Hz, ce qui pourrait être rendu possible par le fait que le système auditif du poisson s'accorde aux vibrations de l'air dans les poumons (démontré à 300 Hz, soit le niveau de sensibilité de l'audition du dipneuste). D'autres tests faits avec des poissons dans l'air ont confirmé que ce poisson n'est pas tout à fait sourd dans l'air. Le même groupe de chercheurs a montré que les salamandres qui ont des os d'oreille interne et une oreille interne primitive (sans tympan, à la différence des grenouilles ou crapauds), et « qui ont une configuration de l'oreille identique à celles trouvées chez certains des premiers fossiles d'animaux terrestres » peuvent entendre (sous l'eau : des fréquences supérieures à 120 Hz) via leur poumon, de manière plus efficace encore que le dipneuste.